# Campnosperma montanum
Campnosperma montanum är en sumakväxtart som beskrevs av Carl Karl Adolf Georg Lauterbach. Campnosperma montanum ingår i släktet Campnosperma och familjen sumakväxter. Inga underarter finns listade i Catalogue of Life.